# Twin-turbo

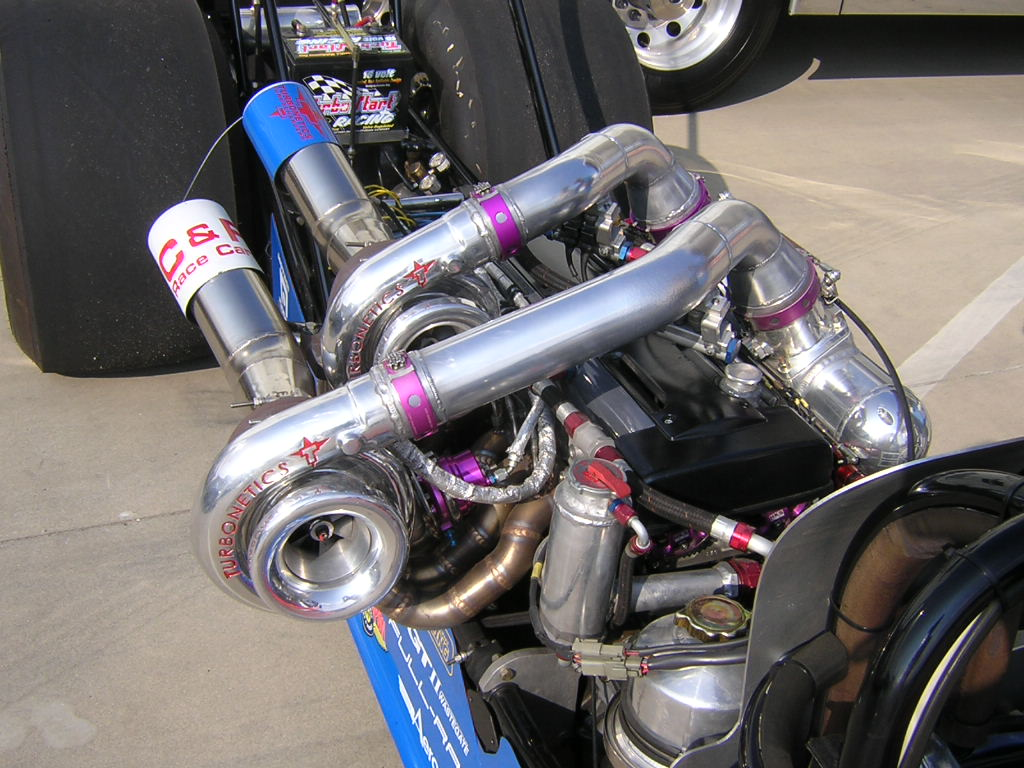
Twin-turbo v dragsteru

Twin-turbo označuje přeplňovaný motor, ve kterém stlačují vzduch dvě turbodmychadla. Používají se dvě uspořádání : paralelní twin-turbo a sekvenční twin-turbo. Druhý typ dvojitého přeplňování je používán v naftových motorech pro závodní použití.

## Paralelní twin-turbo
Paralelní twin-turbo označuje uspořádání turbodmychadel, ve kterém fungují současně dvě stejná turbodmychadla a stejně mají rozdělenou i práci přeplňování. Každé turbodmychadlo je poháněno polovinou výfukových plynů z motoru. Ve většině aplikací je stlačený vzduch z obou turbodmychadel smíšený ve společném sacím potrubí a odveden do jednotlivých válců. Toto uspořádání se nejčastěji označuje jako BiTurbo.

## Sekvenční twin-turbo
Sekvenční turbodmychadla označují nastavení, ve kterém motor využívá jedno turbodmychadlo pro nižší otáčky motoru a druhé nebo obě pro vyšší otáčky motoru. Typicky nejsou turbodmychadla s větším průtokem při nízkých otáčkách tak efektivní, což vede k nižšímu tlaku v sacím potrubí. Na druhé straně se při nižších otáčkách menší turbodmychadla točí rychleji, ale při vyšších otáčkách nemohou poskytnout dostatek vzduchu. Během nízké až střední rychlosti motoru je-li k dispozici pouze minimální výfuková energie, je pouze jedno relativně malé turbodmychadlo (tzv. Primární turbodmychadlo) aktivní. Během tohoto času je veškerá výfuková energie směrována do primárního turbodmychadla, které poskytuje malý užitek nižšího plnicího prahu, minimální zpoždění turbodmychadla a vyšší výkon při nízkých otáčkách motoru.
Sekvenční turbodmychadla umožňují snížit zpoždění turbodmychadla bez ohrožení výstupního výkonu motoru. Příklady vozidel se sekvenčními turbodmychadly jsou: 1986–1988 Porsche 959, 1992–2002 Mazda RX-7 Turbo (FD3S), 1993–1998 Toyota Supra Turbo (JZA8x) a 1994–2005 JDM Subaru Legacy GT, GT-B & amp; B4 RSK, Lancia Delta 1.9win turbo 2008-2014